# فوستوریا (اوهایو)
فوستوریا(به انگلیسی: Fostoria) شهری در ایالت اوهایو کشور ایالات متحده آمریکا است که جمعیت آن در سرشماری سال ۲۰۱۰ میلادی، ۱۳٬۴۴۱ نفر بوده‌است.